# Marco Púpio Pisão Frúgio Calpurniano
Marco Púpio Pisão Frúgio Calpurniano (em latim: Marcus Pupius Piso Frugi Calpurnianus) foi um político da gente Púpia da República Romana eleito cônsul em 61 a.C. com Marco Valério Messala Níger. Nascido originalmente na gente Calpúrnia, foi adotado em sua nova gente já idoso e manteve o cognome de sua família, "Pisão", o que prescindia o acréscimo do agnome "Calpurniano", pois o cognome já demonstrava claramente a sua origem.

## Carreira
Ficou famoso durante a primeira guerra civil. Com a morte de Cina, em 84 a.C., casou-se com sua viúva, Ânia, e, no ano seguinte, foi nomeado questor do cônsul Lúcio Cornélio Cipião. Apesar disto, desertou sua facção original, os populares, e se uniu a Sula, que o obrigou a separar-se de sua esposa por causa da ligação dela com Cina.
Não conseguiu chegar a edil e o ano de seu pretorado é incerto. Depois dele, governou a Hispânia com o título de propretor e, ao voltar a Roma, celebrou um triunfo (69 a.C.), apesar de algumas fontes não citarem esta distinção.
Pisão serviu também na Terceira Guerra Mitridática como legado de Pompeu, que o enviou a Roma, em 62 a.C., para que apresentasse sua candidatura ao consulado. Ele estava ansioso para obter a ratificação de seus atos na Ásia e precisava, portanto, de um de seus partidários no comando da República. Por causa do medo de Pompeu, Pisão foi eleito por unanimidade para o ano seguinte, 61 a.C., com Marco Valério Messala Níger como colega. Durante seu mandato, Pisão ofendeu profundamente Cícero ao não perguntá-lo, na primeira sessão do Senado, sua opinião e enfureceu-o ainda mais quando passou a proteger Públio Clódio Pulcro depois que ele profanou os mistérios da Bona Dea. Cícero se vingou impedindo que lhe dessem o comando da rica província da Síria, que havia sido prometida a Pisão Frúgio.
Pisão provavelmente morreu antes do início da segunda guerra civil, já que, em 47 a.C., Marco Antônio passou a viver em sua casa em Roma.